# Gabriel Arnao Crespo
Gabriel Arnao Crespo (Madrid, 23 de noviembre de  1922 - 2 de abril de 1985), conocido sobre todo como Gabi, fue un historietista español que residió la mayor parte de su vida en Francia.

## Biografía

### Infancia y juventud (1922-1948)
Gabriel Arnao debutó en Maravillas en 1943 con la serie El Tigre Brown. Desde 1943 al 49 y para el tebeo Flechas y Pelayos desarrolló la serie Sherlock López y Watso de Leche, donde parodiaba al detective creado por Conan Doyle.
En Chicos, publica cuatro aventuras largas protagonizadas por Jim Erizo.

### Estancia en Francia (1949-1985)
Gabi emigró a Francia en 1949, trabajando para SFPI (Société française de presse illustrée). Allí recuperó su series Jim Erizo para la revista Balalín (1958) y Sherlock López y Watso de Leche para Tartine y Tartinet (1959) y Dennis la Malice (1968). También creó algunos episodios expresamente para la revista española Trinca en 1971.
Su última serie fue Bloupy, aparecida a partir de 1983 en Amis-Coop.

## Estilo
Gabriel Arnao desmitifica los géneros mediante el absurdo, un poco como luego haría Jacovitti, con un estilo gráfico ligero, de líneas rectas.

## Obra
- 1943 Tigre Brown, para "Flechas y Pelayos"
- 1943 Las extrañas aventuras de Sherlock López y Watso de Leche, para "Flechas y Pelayos"
- 1943 El Señor Conejo, para "Maravillas"
- 1944 El Pequeño Profesor Pin y su ayudante Freddy, para ¡Zas!
- 1947 Jim Erizo y su Papá, para "Chicos"
- 1948 Teobaldo Teodolito, para "Pulgarcito"
- 1948 Pototo y Boliche, para "Chicos"
- 1949 Cleopatro Pa, para "Chicos"
- 1949 El Mago Parapapato y su sobrino Patato, para "Mis Chicas"
- 1949 Puck, el gnomo, para "Mis Chicas"
- 1949 Don Ataúlfo Clorato y su sobrino Renato, para "Trampolín"
- 1950 Mateo Pí, para "Trampolín"
- 1950 Pedrín y Linda para "Trampolín"
- 1953 Ojo de Castor, el pequeño piel roja, para "Trampolín"
- 1957 El pequeño chico Fredy, para "Maravillas"
- 1958 Archibaldo para "Baladín"
- 1983 Galapo y Vendaval, para "Super Zipi y Zape".[3]